# سودردایش
سودردایش (به آلمانی: Süderdeich) یک شهر در آلمان است که در Büsum-Wesselburen واقع شده‌است. سودردایش ۵۱۸ نفر جمعیت دارد.